# The Last Crusade
The Last Crusade – siódmy album studyjny zespołu Chainsaw. Płyta koncepcyjna, druga po 'The Journey into the heart of Darkness', treść oparta na wątku walki o życie z filmu "Siódma pieczęć". Album zawiera 11 utworów (dwa w języku polskim) i trwa 47 minut i 9 sekund.

## Lista utworów
1. "The First Crusade" - 01:26
2. "Zaraza" - 03:33
3. "Broken Promises" - 04:37
4. "Cross on our Shields" - 05:02
5. "Czarne Chmury" - 04:38
6. "Theese eyes of Hate" - 04:27
7. "No!" - 05:08
8. "Eternal Rest" - 05:41
9. "Sword and Faith" - 04:56
10. "Farewell of the Damned" - 05:56
11. "Epilog" - 01:45

## Twórcy
1. Maciej "Maxx" Koczorowski – śpiew
2. Arek "Rygiel" Rygielski – gitara
3. Sebastian Górski – perkusja
4. Arek Kaczmarek - gitara
5. Bartek "Szwed" Wolak – gitara basowa